# Michael Fakuade
Michael Olayinka Fakuade (ur. 18 lutego 1989 w Chicago) – amerykański koszykarz, występujący na pozycjach niskiego lub silnego skrzydłowego, posiadający także nigeryjskie obywatelstwo, obecnie zawodnik Kinga Szczecin.
11 września 2020 dołączył do Kinga Szczecin.

## Osiągnięcia
Stan na 27 stycznia 2021, na podstawie, o ile nie zaznaczono inaczej.
NCAA II
- Wicemistrz sezonu regularnego konferencji GLVC (2012)
- Zaliczony do:
  - I składu:
    - GLVC (2012)
    - defensywnego GLVC (2012)

  - III składu GLVC (2011)

Drużynowe
- Mistrz II ligi:
  - hiszpańskiej LEB Gold (2016)
  - francuskiej Pro B (2019)
- Zdobywca Pucharu Księżniczki Asturii (2016 – Puchar II ligi hiszpańskiej LEB Gold)

Indywidualne
(* – nagrody przyznane przez portal eurobasket.com)
- MVP kolejki:
  - LEB Gold (2 – 2016/2017)
  - francuskiej II ligi PRO–B (12 – 2018/2019)
- Zaliczony do*:
  - I składu:
    - defensywnego II ligi niemieckiej PRO–A (2014)
    - kolejki EBL (7, 17, 21 – 2020/2021)[6][7][8]

  - składu honorable mention II ligi hiszpańskiej (2017)
- Lider III ligi niemieckiej PRO–B w blokach (2013)